# Związek Stowarzyszeń Niemieckich Warmii i Mazur
Związek Stowarzyszeń Niemieckich Warmii i Mazur (niem. Verband der deutschen Gesellschaften in Ermland und Masuren; dawniej: Związek Niemieckich Stowarzyszeń byłych Prus Wschodnich, niem. Verband der deutschen Gesellschaften im ehemaligen Ostpreußen) – organizacja mniejszości niemieckiej działająca na terenie byłych Prus Wschodnich należących do Polski (Warmii, Mazur i tzw. Oberlandu) powstała w 1993. Jest członkiem Związku Niemieckich Stowarzyszeń Społeczno-Kulturalnych w Polsce. 

## Historia
Organizacja powstała 3 października 1992 w Bęsi i została zarejestrowana 9 marca 1993 pod nazwą Związek Stowarzyszeń Ludności Niemieckiej w byłych Prusach Wschodnich (niem. Verband der Vereinigungen deutscher Bevölkerung im ehemaligen Ostpreußen; VdV e.O.). Celem działalności stowarzyszenia było połączenie ze sobą mniejszych organizacji niemieckich rozsianych po Warmii i Mazurach, obejmujących swym zasięgiem poszczególne miasta i okręgi.  W skład związku weszły niemieckie stowarzyszenia z Ełku, Pisza, Biskupca, Mrągowa i Giżycka. W czerwcu 1997 stowarzyszenie zmieniło nazwę na Związek Stowarzyszeń Niemieckich w byłych Prusach Wschodnich, a od czerwca 2009 nosi nazwę: Związek Stowarzyszeń Niemieckich Warmii i Mazur. 

## Działalność
Do podstawowych zadań organizacji należy krzewienie kultury i języka niemieckiego oraz pamięci o przeszłości regionu, a także budowa pomostu między narodami zamieszkałymi w regionie dawnych Prus Wschodnich. W 2008 stowarzyszenie współorganizowało wraz z mniejszością ukraińską Festiwal Narodów „Pod Wspólnym Niebem”. Zorganizowało również Festyny Letni w Ostródzie i Integracyjny w Szczytnie, a także Konkurs Piosenki Niemieckiej w Ostródzie. Rok później odbył się Tydzień Kina Niemieckiego w Olsztynie. Stowarzyszenie regularnie organizuje naukę języka niemieckiego oraz wypoczynek dla dzieci niemieckich. Związek wydaje własną dwujęzyczną gazetę „Mittelungsblatt”, audycję w Radiu Olsztyn "Allensteiner Welle" organizuje również konkursy dla przedstawicieli niemieckiej mniejszości narodowej. 

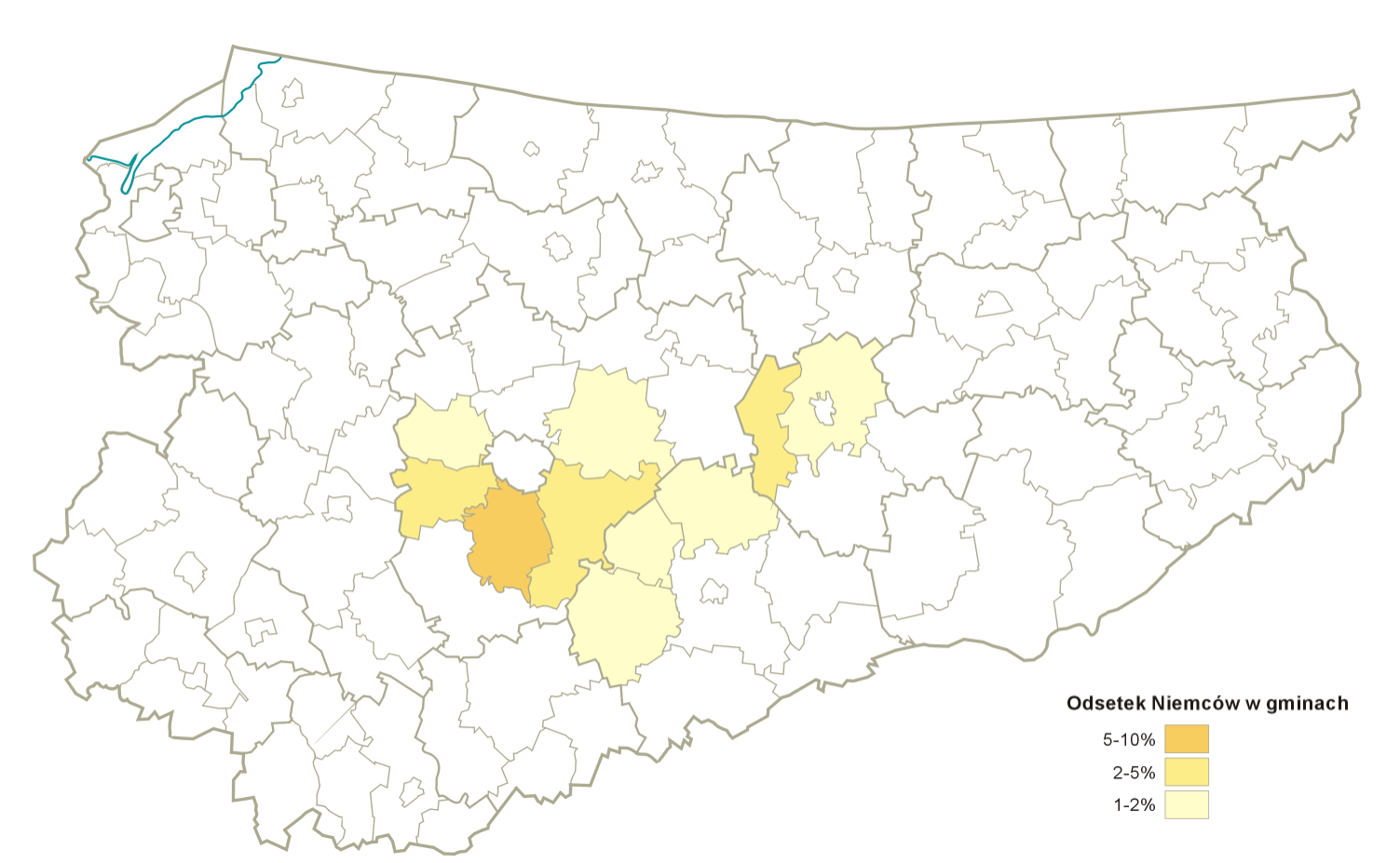
Procent ludności niemieckiej w gminach Warmii i Mazur według spisu z 2002.

## Struktura
W skład związku wchodzą stowarzyszenia regionalne w miastach byłych powiatach Prus Wschodnich, Olsztynie, Bartoszycach, Braniewie, Biskupcu, Elblągu, Ełku, Giżycku, Gołdapi, Iławie.Kętrzynie,Lidzbarku Warmińskim, Mrągowie, Morągu, Olecku, Ostródzie, Olsztynku,Piszu Szczytnie   Organem kierowniczym związku jest wybierany przez zgromadzenie delegatów co trzy lata zarząd, składający się z przewodniczącego, jego zastępcy i sekretarza oraz członków zarządu (łącznie 7 osób). Organizacja jest zrzeszona w Związku Niemieckich Stowarzyszeń Społeczno-Kulturalnych w Polsce.

## Relacje z innymi podmiotami
Organizacja współpracuje w wykonywaniu zadań z władzami samorządowymi (sejmikiem, starostwami oraz radami miast i gmin), administracją rządową, a także dawnymi mieszkańcami Warmii i Mazur zrzeszonymi w Ziomkostwie Prus Wschodnich. 
Stowarzyszenie korzysta z dotacji Konsulatu Generalnego RFN w Gdańsku i Fundacji Rozwoju Śląska oraz Wspierania Inicjatyw Lokalnych, a także Samorządu Województwa Warmińsko-Mazurskiego i Ziomkostwa Prus Wschodnich.